# Gabrielle d'Estrées et une de ses sœurs
Gabrielle d'Estrées et une de ses sœurs est un tableau d'un auteur inconnu de l'École de Fontainebleau, peint autour de 1594. Cette huile sur panneau de chêne est conservée depuis 1937 au musée du Louvre qui l'a achetée à la collection de Mme Goubert de Guestre.

## Description
Un grand rideau de soie rouge ouvert (probablement issu d'un  baldaquin) encadre deux jeunes femmes nues dans une baignoire. La baignoire est recouverte du traditionnel drap clair qui adoucit le contact et dont la couleur atténue la froidure de la peau de porcelaine des deux femmes qui exposent leurs charmes. La femme sur le côté gauche, supposément Julienne-Hippolyte d'Estrées, duchesse de Villars comme le mentionne une inscription sur une copie ultérieure du tableau, pince le sein de sa sœur Gabrielle d'Estrées, dont le bras droit repose sur le rebord de la baignoire. Gabrielle d'Estrées tient du bout des doigts de la main gauche une bague qui pourrait être l'anneau du couronnement de Henri IV qu'il lui a offert le 2 mars 1599 (en guise de promesse de mariage, ce qui fit scandale à la Cour), son autre main reposant également sur le rebord de la baignoire. Les deux femmes au visage ovale ont le cou nu, sans collier, ce qui renforce leur allure altière mais les perles en pendants d'oreilles soulignent leur rang.
Derrière les deux femmes un autre rideau rouge dissimule partiellement l'arrière-plan dans lequel se trouve une couturière, peut-être une nourrice. On perçoit également un mobilier recouvert d'un drap de velours vert ainsi qu'une cheminée avec un feu rougeoyant. Au-dessus de la cheminée est suspendue une peinture partiellement visible qui montre le bas du corps d'un homme nu avec une couverture rouge cachant les parties génitales.

## Signification
Même si ce tableau érotique est d'autant plus troublant qu'il est mystérieux, la tenue du mamelon de Gabrielle d'Estrées est souvent interprétée comme une indication de sa grossesse ou qu'elle vient de donner naissance à un enfant. De fait, elle a donné naissance en juin 1594 à César de Vendôme, un garçon présenté comme un enfant qu'elle aurait eu d'Henri IV. Selon cette interprétation, la couturière prépare des vêtements pour enfants dans le fond et le portrait de la cheminée pourrait être celui du père. Par ailleurs le pincement du téton attire l'attention vers la source du lait maternel de l'enfant à venir ou du nourrisson. La bague est un cadeau de fiançailles qui rappelle la promesse de mariage d'Henri IV. L'arrière-plan représente un intérieur sinistre qui pourrait évoquer la future mort de Gabrielle par le rideau rouge sang, l'âtre avec une flamme peu lumineuse, le miroir sombre qui ne reflète plus rien et le cercueil recouvert de velours vert, couleur préférée de Gabrielle.
Une autre interprétation suppose que le tableau est le dernier d'une série représentant la succession des maîtresses d'Henri IV sur le même thème de la « Dame au Bain ». Comme l'homme représenté dans le tableau au-dessus de la cheminée n'est pas Henri IV, seule la partie inférieure du corps est montrée. C'est dans cette optique que l'écrivain Wolfram Fleischhauer émet l'hypothèse dans son roman La Ligne pourpre que ce n'est pas la sœur de Gabrielle qui est présentée mais Henriette d'Entragues, favorite suivante d'Henri IV qui lui promet aussi le mariage.

## Répliques
Le thème de la « Dame au Bain » a été repris pour toute une série de tableaux représentant Gabrielle d'Estrées et qui s'inspirent de celui de François Clouet réalisé vers 1571. Gabrielle d'Estrées et une de ses sœurs a également fait l'objet de caricatures.

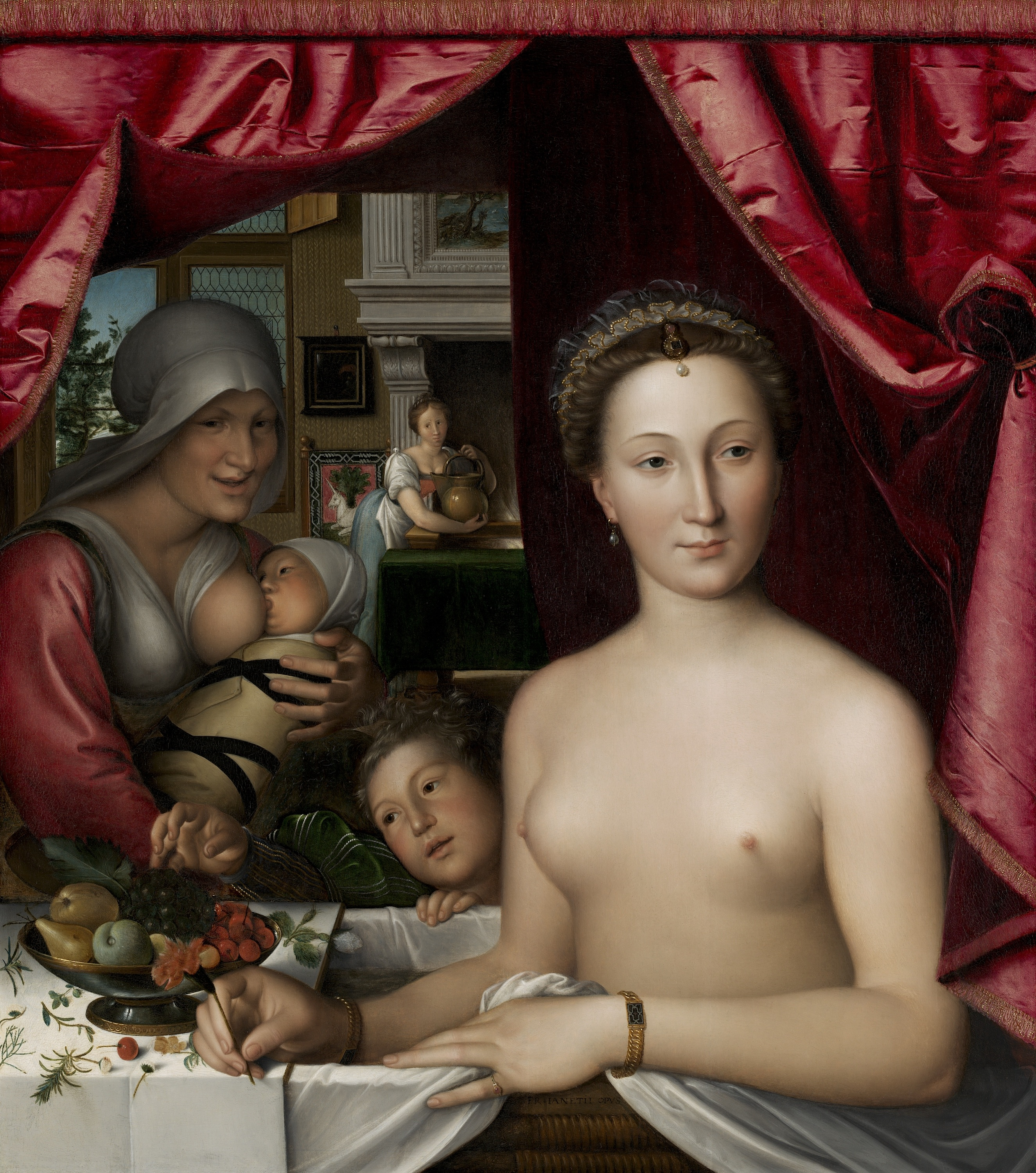
Dame au bain (portrait supposé de Diane de Poitiers, Marie Stuart ou Marie Touchet) de François Clouet, vers 1571
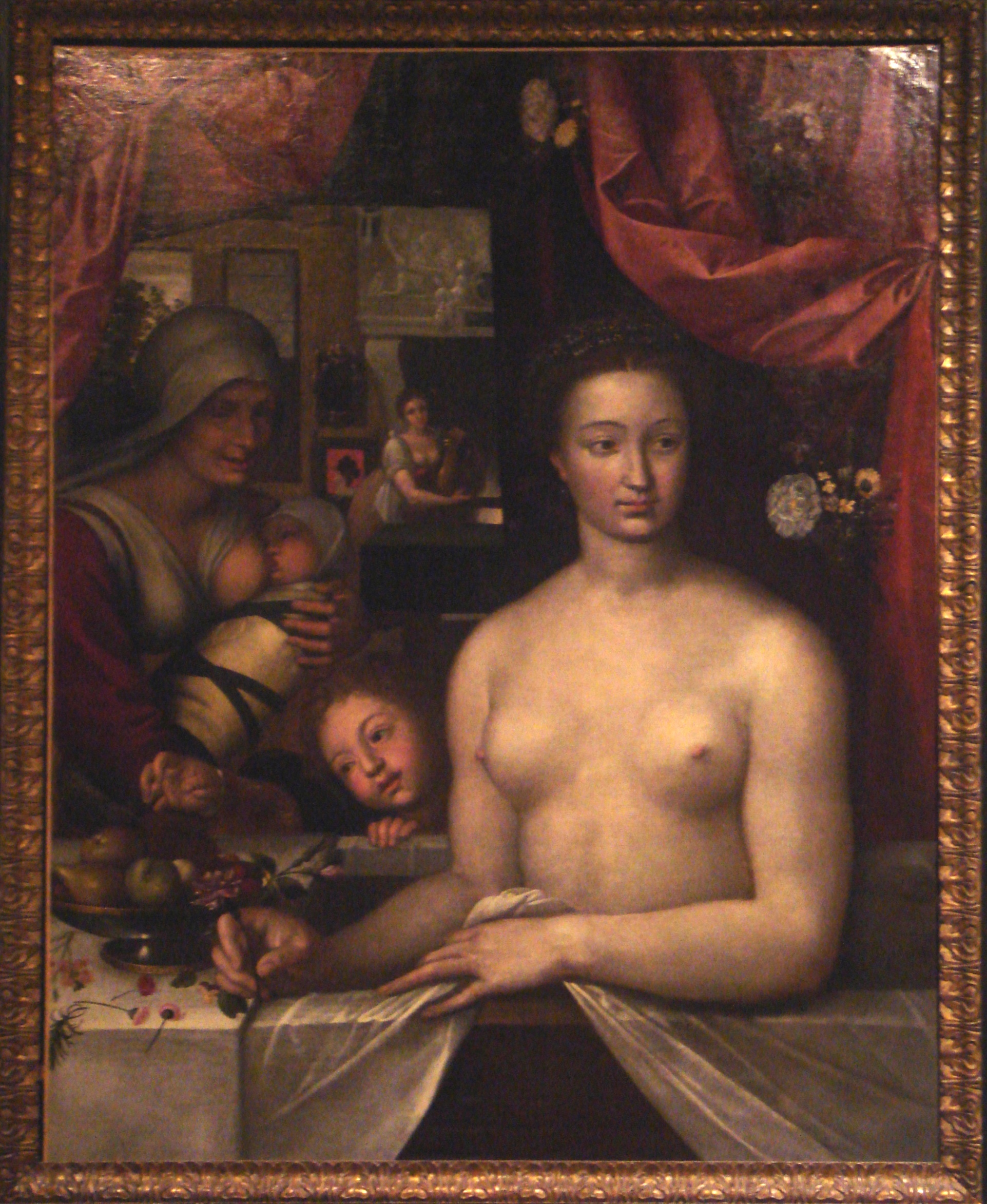
Seconde version[11] de la Dame au bain (portrait de Gabrielle, son enfant César et son nourrisson Alexandre), 1er quart du XVIIe siècle, musée Condé
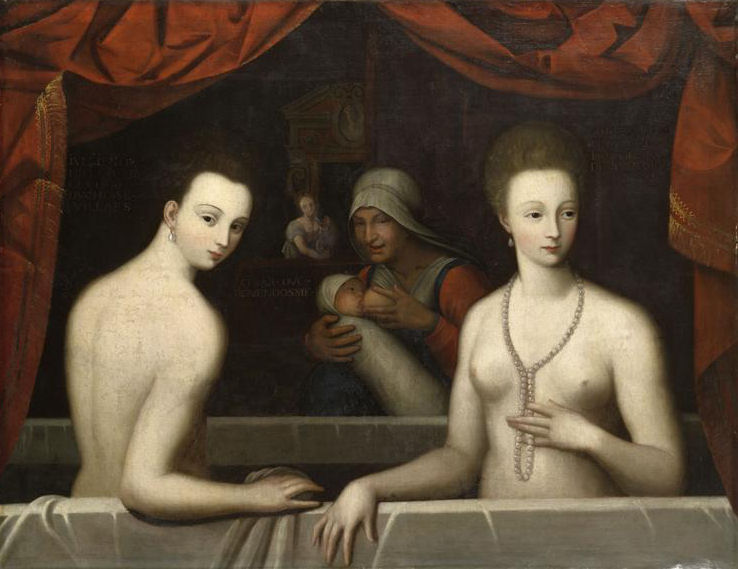
Gabrielle d'Estrées[12] et la duchesse de Villars, fin XVIe siècle, Musée National du Château de Fontainebleau
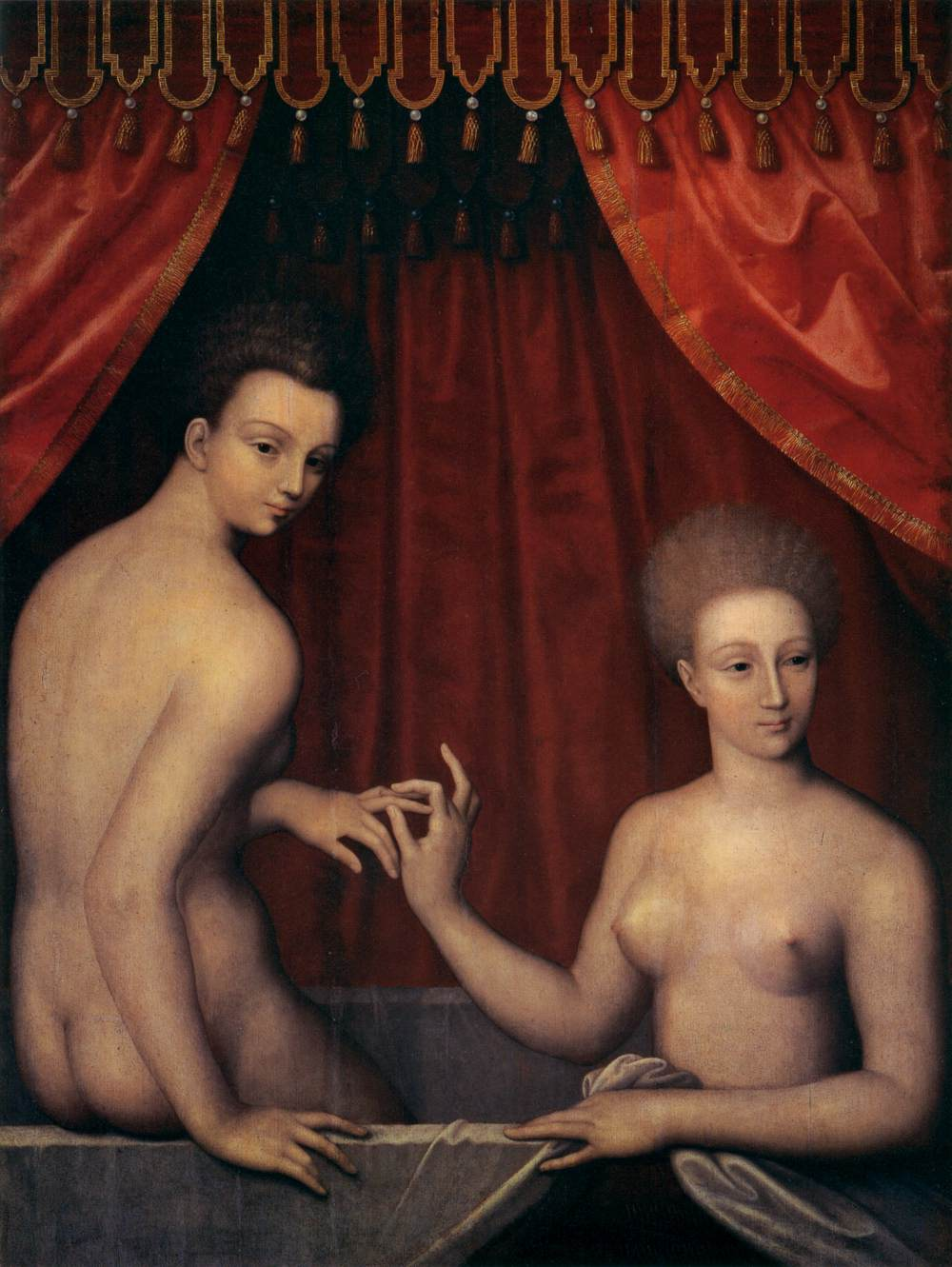
Gabrielle d'Estrées et une de ses sœurs, fin XVIe siècle, Musée des Offices de Florence